# Antonio Iodice
Antonio Iodice (ur. 28 października 1941 w Giugliano in Campania) – włoski polityk, politolog i nauczyciel akademicki, parlamentarzysta krajowy, poseł do Parlamentu Europejskiego II i III kadencji.

## Życiorys
Ukończył studia politologiczne, uzyskał doktorat. Pracował jako wykładowca akademicki, a także w biurze premiera. Jako dziennikarz i publicysta pisał artykuły na tematy kulturalne, edukacyjne i polityczne; opublikował również kilka naukowych pozycji książkowych poświęconych polityce. Od młodości działał w Azione Cattolica, doszedł w jej strukturach do władz krajowych. Był również aktywistą związku zawodowego branży edukacyjnej.
Zaangażował się w działalność polityczną w ramach Chrześcijańskiej Demokracji; był jej sekretarzem w regionie Kampania i prowincji Neapol, odpowiadał także za kwestie edukacji i przygotowania politycznego członków DC. Wybierano go również radnym gminnym. W 1984 i 1989 uzyskiwał mandat posła do Parlamentu Europejskiego, który wykonywał do 1994. Przystąpił go grupy Europejskiej Partii Ludowej, od września 1984 do marca 1985 pozostawał członkiem jej prezydium, a od lipca 1989 do czerwca 1990 – wiceprzewodniczącym. Pełnił funkcję przewodniczącego Delegacji ds. stosunków z Maltą, należał też m.in. do Komisji ds. Socjalnych i Zatrudnienia, Komisji ds. Kwestii Politycznych oraz Komisji ds. Gospodarczych i Walutowych oraz Polityki Przemysłowej. W latach 1992–1994 zasiadał w Izbie Deputowanych XI kadencji.
W późniejszych latach był prezesem instytutu badawczego Istituto di Studi Politici „S. Pio V”. Później został prezesem honorowym tej instytucji.